# The Fifty-Nine Icosahedra

Diagrama de stelare a icosaedrului, cu triunghiul central marcat pentru icosaedrul originar

The Fifty-Nine Icosahedra (în română Cele cincizeci și nouă de icosaedre) este o carte scrisă și ilustrată de H.S.M. Coxeter, P. Du Val, H.T. Flather și J.F. Petrie. Enumeră stelările icosaedrului regulat (convex, platonic), conform unui set de reguli propuse de J.C.P. Miller.
A fost publicată prima dată de Universitatea din Toronto în 1938, a urmat o a doua ediție de Springer-Verlag în 1982. A treia ediție, a lui Tarquin, din 1999 a inclus noi materiale de referință și fotografii de K. și D. Crennell.

## Contribuțiile autorilor

### Regulile lui Miller
Deși Miller nu a contribuit direct la carte, a fost un coleg apropiat al lui Coxeter și al lui Petrie. Contribuția sa este imortalizată în setul său de reguli pentru definirea formelor de stelate care ar trebui considerate „în mod corespunzător și distincte”:
(i) Fețele trebuie să se afle în douăzeci de plane, adică planele de delimitare ale icosaedrului regulat.
(ii) Toate părțile care compun fețele trebuie să fie aceleași în fiecare plan, deși pot fi destul de deconectate.
(iii) Părțile cuprinse în orice plan trebuie să aibă simetrie triunghiulară, cu sau fără reflexie. Acest lucru asigură simetria icosaedrică pentru întregul corp.
(iv) Părțile cuprinse în orice plan trebuie să fie toate „accesibile” în corpul completat (adică trebuie să fie în „exterior”. În anumite cazuri ar trebui să fie necesare modele de dimensiuni enorme pentru a vedea tot exteriorul). Cu un model de dimensiuni obișnuite, unele părți ale „exteriorului” ar putea fi explorate doar de o insectă târâtoare).
(v) Nu se iau în considerare cazurile în care părțile pot fi împărțite în două seturi, fiecare dând un corp cu la fel de multă simetrie ca întreaga figură. Dar se permite combinarea unei perechi enantiomorfe care nu au vreo parte comună (ceea ce de fapt apare într-un singur caz).
Regulile (i) până la (iii) sunt cerințe de simetrie pentru planele fețelor. Regula (iv) exclude găurile ascunse, ca să nu existe două stelări identice în exterior. Regula (v) previne orice compus format din stelări mai simple deconectate.

### Coxeter
Coxeter a fost principala forță motrice din spatele lucrării. El a efectuat analiza originală pe baza regulilor lui Miller, adoptând o serie de tehnici precum combinatorica și teoria grafurilor abstractă a căror utilizare într-un context geometric a fost atunci inedită.
El a observat că diagrama de stelare cuprindea multe segmente. Apoi a dezvoltat proceduri pentru manipularea combinațiilor regiunilor din plane adiacente, pentru a enumera formal combinațiile permise de regulile lui Miller.
Graful său, reprodus alături, arată conectivitatea diferitelor fețe identificate în diagrama de stelare (vezi mai jos). Simbolurile grecești reprezintă seturi de alternative posibile:
λ poate fi 3 sau 4
μ poate fi 7 sau 8
ν poate fi 11 sau 12

### Du Val
Du Val a conceput o notație simbolică pentru a identifica seturile de „celule” (a nu se confunda cu 3-față) congruente, pe baza observației că acestea se află în „straturi” (în original în „cochilii”) în jurul icosaedrului originar. Pe baza acestui fapt, el a testat toate combinațiile posibile conform regulilor lui Miller, confirmând rezultatul abordării mai analitice a lui Coxeter.

### Flather
Contribuția lui Flather a fost indirectă: a făcut modele de carton pentru toate cele 59 de cazuri. Când l-a întâlnit prima dată pe Coxeter, el făcuse deja multe stelări, inclusiv câteva exemple care nu satisfăceau regulile lui Miller. El a continuat să realizeze toată seria de cincizeci și nouă de modele, care sunt păstrate în biblioteca matematică a Universității Cambridge. Biblioteca deține și câteva modele care nu satisfac regulile lui Miller, dar nu se știe dacă acestea au fost făcute de Flather sau de studenții de mai târziu ai lui Miller.

### Petrie
John Flinders Petrie a fost un prieten de-o viață cu Coxeter și avea o abilitate remarcabilă în vizualizarea geometriei cvadridimensionale. El și Coxeter lucraseră împreună la multe probleme matematice. Contribuția sa directă la cele cincizeci și nouă de icosaedre a fost setul rafinat de desene tridimensionale care oferă o mare parte din fascinația lucrării publicate.

### Kate și David Crennell
Pentru cea de-a treia ediție, Kate și David Crennell au revizuit textul și au redesenat figurile. Ei au adăugat și o secțiune de referință care conține tabele, diagrame și fotografii ale unora dintre modelele de la Cambridge (care la acea vreme erau considerate a fi ale lui Flather). Corecțiile aduse acestei ediții au fost publicate online.

## Lista celor cincizeci și nouă de icosaedre

Diagrama de stelare cu seturile de fețe numerotate

Schema celulelor cu notația lui Du Val

Înainte de Coxeter, doar Brückner și Wheeler înregistraseră seturi semnificative de stelări, deși câteva, cum ar fi marele icosaedru, erau cunoscute de mai mult timp. De la publicarea lui The 59..., Wenninger a publicat instrucțiuni despre realizarea unor modele; schema de numerotare folosită în cartea sa a devenit larg folosită, deși el a descris doar câteva stelări.